# Sången är mitt liv
Sången är mitt liv (engelska: Jolson Sings Again) är en amerikansk musikalisk biografisk film i Technicolor från 1949 i regi av Henry Levin. Filmen är uppföljare till Al Jolson, som bägge skildrar sångaren och underhållaren Al Jolsons liv. I huvudrollerna ses åter Larry Parks som Jolson, Barbara Hale, William Demarest, Bill Goodwin och Ludwig Donath. 

## Om filmen
I den här uppföljaren når historien punkten i Jolsons liv, då filmen om hans liv ska spelas in (första filmen: Al Jolson) och under förberedelserna inför filminspelningen träffar Jolson skådespelaren som ska gestalta honom. Så i en scen på en biograf spelar Parks både Jolson och sig själv (en yngre Larry Parks) då de möts i en split-screenscen.
Filmen nominerades till tre Oscars, för bästa färgfoto, filmmusik och originalmanus.

## Rollista i urval
- Larry Parks - Al Jolson / Larry Parks
- Barbara Hale - Ellen Clark
- William Demarest - Steve Martin
- Ludwig Donath - Kantor Yoelson
- Bill Goodwin - Tom Baron
- Myron McCormick - Ralph Bryant
- Tamara Shayne - Moma Yoelson
- Eric Wilton - Henry